# Маріо Бунхе
Маріо Аугусто Бунхе (ісп. Mario Bunge; 21 вересня 1919, Вісенте-Лопес, Аргентина — 25 лютого 2020, Монреаль, Канада) — аргентинський філософ.

## Біографія
У 1956—1960 роки він був професором теоретичної фізики в Університеті Буенос-Айреса, 1960—1966 професор у різних університетах у США, Мексиці, у країнах Південної Америки і Західної Європи. З 1966 року працював у Канаді, де він став професором логіки й метафізики в Університеті Макгілла в Монреалі. Його основні інтереси — філософія науки, онтологія, теорія пізнання, філософія свідомості і соціальна філософія, теорія систем. Крім того, Маріо Аугусто Бунхе виконав велику роботу з аксіоматизації фізичних теорій, особливо квантової механіки. Був редактором книжкової серії «Бібліотека точної філософії». На його думку, поєднує в собі філософський матеріалізм зі строгими методами, розробленими аналітичною філософією, а також боротьбу з усіма формами таких явищ і течій, як суб'єктивність, спіритизм, позитивізм, механіцизм, діалектика.

## Публікації
- 1960. La ciencia, su método y su filosofía. Buenos Aires: Eudeba. (Французькою мовою: La science, sa méthode et sa philosophie. Paris: Vigdor, 2001, ISBN 2-910243-90-7.)
- 1962. Intuition and Science. Prentice-Hall. (Французькою мовою: Intuition et raison. Paris: Vigdor, 2001, ISBN 2-910243-89-3.)
- 1967. Scientific Research. Strategy and Philosophy. Berlin, New York: Springer-Verlag. Передрукована під назвою Philosophy of Science (1998).
- 1967. Foundations of Physics. Berlin-Heidelberg-New York: Springer-Verlag (1967), Library of Congress Catalog Card Number 67-11999
- 1973. Philosophy of Physics. Dordrecht: Reidel.
- 1980. The Mind-Body Problem. Oxford: Pergamon.
- 1983. Demarcating Science from Pseudoscience. Fundamenta Scientiae 3: 369—388.
- 1984. What is Pseudoscience. The Skeptical Inquirer. Volume 9: 36-46.
- 1987. Why Parapsychology Cannot Become a Science. Behavioral and Brain Sciences 10: 576—577.
- 1974—1989. Treatise on Basic Philosophy:[13] 8 томів (9 частин):
  - I: Sense and Reference. Dordrecht: Reidel, 1974.
  - II: Interpretation and Truth. Dordrecht: Reidel, 1974.
  - III: The Furniture of the World. Dordrecht: Reidel, 1977.
  - IV: A World of Systems. Dordrecht: Reidel, 1979.
  - V: Epistemology and Methodology I: Exploring the World. Dordrecht: Reidel, 1983.
  - VI: Epistemology and Methodology II: Understanding the World. Dordrecht: Reidel, 1983.
  - VII: Epistemology and Methodology III: Philosophy of Science and Technology: Part I. Formal and Physical Sciences. Dordrecht: Reidel, 1985. Part II. Life Science, Social Science and Technology. Dordrecht: Reidel, 1985.
  - VIII: Ethics: the Good and the Right. Dordrecht: D. Reidel, 1989.
- 1996. Finding Philosophy in Social Science. Yale University Press.
- 1998. Dictionary of Philosophy. Prometheus Books.
- 1998. Philosophy of Science, 2 Vols. New Brunswick, NJ: Transaction.
- 1999. The Sociology-Philosophy Connection. New Brunswick, NJ: Transaction.
- 2001. Philosophy in Crisis. Prometheus Books.
- 2002. Philosophy of Psychology, співавтор Ruben Ardila, Springer.
- 2003. Emergence and Convergence: Qualitative Novelty and the Unity of Knowledge. Toronto: University of Toronto Press.
- 2006. Chasing Reality: Strife over Realism. Toronto: University of Toronto Press.
- 2009. Political Philosophy. Fact, Fiction, and Vision. New Brunswick, NJ, and London: Transaction.
- 2010: Matter and Mind. Dordrecht-Heidelberg-London-New York, Springer.
- 2012: Evaluating Philosophies. Dordrecht-Heidelberg-London-New York, Springer.
- 2013: Medical Philosophy: Conceptual Issues in Medicine. World Scientific Publishing Company.